# Cohors II Nerviorum
Die Cohors II Nerviorum [civium Romanorum] (deutsch 2. Kohorte der Nervier [der römischen Bürger]) war eine römische Auxiliareinheit. Sie ist durch Militärdiplome, Inschriften und einen Ziegelstempel belegt.

## Namensbestandteile
- Cohors: Die Kohorte war eine Infanterieeinheit der Auxiliartruppen in der römischen Armee.

- II: Die römische Zahl steht für die Ordnungszahl die zweite (lateinisch secunda). Daher wird der Name dieser Militäreinheit als Cohors secunda .. ausgesprochen.

- Nerviorum: der Nervier. Die Soldaten der Kohorte wurden bei Aufstellung der Einheit aus dem Volksstamm der Nervier auf dem Gebiet der römischen Provinz Gallia Belgica rekrutiert.

- civium Romanorum: der römischen Bürger. Den Soldaten der Einheit war das römische Bürgerrecht zu einem bestimmten Zeitpunkt verliehen worden. Für Soldaten, die nach diesem Zeitpunkt in die Einheit aufgenommen wurden, galt dies aber nicht. Sie erhielten das römische Bürgerrecht erst mit ihrem ehrenvollen Abschied (Honesta missio) nach 25 Dienstjahren. Der Zusatz kommt in einer Inschrift[1] vor.

Da es keine Hinweise auf die Namenszusätze milliaria (1000 Mann) und equitata (teilberitten) gibt, ist davon auszugehen, dass es sich um eine Cohors quingenaria peditata, eine reine Infanterie-Kohorte, handelt. Die Sollstärke der Einheit lag bei 480 Mann, bestehend aus 6 Centurien mit jeweils 80 Mann.

## Geschichte
Die Kohorte war in der Provinz Britannia stationiert. Sie ist auf Militärdiplomen für die Jahre 98 bis 145 n. Chr. aufgeführt.
Die Einheit wurde möglicherweise um 71 unter Quintus Petillius Cerialis in die Provinz Britannia verlegt. Der erste Nachweis in Britannien beruht auf einem Diplom, das auf 98 datiert ist. In dem Diplom wird die Kohorte als Teil der Truppen (siehe Römische Streitkräfte in Britannia) aufgeführt, die in der Provinz stationiert waren. Weitere Diplome, die auf 122 bis 145 datiert sind, belegen die Einheit in derselben Provinz.
Der letzte Nachweis der Einheit beruht auf einer Inschrift, die auf 215/216 datiert wird.

## Standorte
Standorte der Kohorte in Britannien waren möglicherweise:
- Bremenium (High Rochester): eine Inschrift[7] wurde hier gefunden. Sie wurde von Vexillationen der Cohors IIII Gallorum und der Cohors II Nerviorum errichtet.
- Brocolitia (Carrawburgh): eine Inschrift[8] wurde hier gefunden. Sie wurde von einer Vexillation der Cohors II Nerviorum errichtet.
- Epiacum (Whitley Castle): drei Inschriften[9] wurden hier gefunden.
- Segedunum (Wallsend): eine Inschrift[10] wurde hier gefunden.
- Vindolanda (Chesterholm): zwei Inschriften[11] und ein Ziegel[12] mit dem Stempel der Einheit wurden hier gefunden.

## Angehörige der Kohorte
Folgende Angehörige der Kohorte sind bekannt.

### Kommandeure
- []ius V[], ein Präfekt (AE 2010, 791)
- Decimus Caerellius Victor, ein Präfekt

### Sonstige
- G(aius) []ius (RIB 1198)